# 6250 Саекохаясі
6250 Саекохаясі (6250 Saekohayashi) — астероїд головного поясу, відкритий 2 листопада 1991 року.
Тіссеранів параметр щодо Юпітера — 3,836.